# Приоло Гаргало
Прио̀ло Гарга̀ло (на италиански: Priolo Gargallo, на сицилиански Priolu, Приолу) е град и община в южна Италия, провинция Сиракуза, автономен регион Сицилия. Разположен е на 281 m надморска височина. Населението на града е 12 494 души (към 2006 г.).